# Annamanum lunulatum
Annamanum lunulatum là một loài bọ cánh cứng trong họ Cerambycidae.